# 伊藤拓摩
伊藤 拓摩（いとう たくま、1982年〈昭和57年〉6月30日 - ）は、日本のプロバスケットボール指導者。三重県鈴鹿市出身。B.LEAGUE・長崎ヴェルカのGM。また、株式会社長崎ヴェルカの代表取締役を務めている。

## 略歴
鈴鹿市立創徳中学校卒業後に語学留学のため渡米しオレゴン州テュアラティン高校からモントロス・クリスチャン高校に編入、最後の1年をマネージャーとしてコーチの勉強を始め、卒業後1年間アシスタントコーチとなる。
バージニア・コモンウェルス大学に進学した後、卒業と同時に帰国してトヨタ自動車アルバルク（現 アルバルク東京）のアシスタントコーチに就任。
2014年オフ、アソシエイトコーチに昇格。
2015年オフ、ヘッドコーチ就任。
2017年オフ、退任。
2021-22シーズンよりB3リーグ・長崎ヴェルカのGM兼ヘッドコーチに就任しチームをB3優勝B2昇格に導いたのち、2022-23シーズンよりGM専任となった。
2023年1月1日よりGMと兼任して株式会社長崎ヴェルカの代表取締役社長に就いた。
2023年9月27日、B.LEAGUE理事に就任することが発表された。
弟はかつて滋賀レイクスターズに所属していた伊藤大司。